# ويل جونز
ويل جونز (بالإنجليزية: Wil Jones)‏ مواليد 27 فبراير 1947 في ماكغيهي، هو لاعب كرة سلة أمريكي سابق. بدأ مسيرته الاحترافية في سنة 1969. تم اختياره من قبل فريق لوس أنجلوس ليكرز خلال الدرافت. يبلغ طوله 6 قدم 8 بوصة (2.0 م). اعتزل اللعب في 1978. أحرز خلال مسيرته في الإن بي إيه 8482 نقطة بمعدل 11.7 نقطة في المباراة الواحدة. لعب مع إنديانا بايسرز وبوفالو بريفز.

## روابط خارجية
- ويل جونز على موقع إن بي أي (الإنجليزية)
- ويل جونز على موقع سبورتس رفرنس (الإنجليزية)
- ويل جونز على موقع ريلجم (الإنجليزية)
- ويل جونز على موقع كلية كرة السلة في سبورتس رفرنس.كوم (الإنجليزية)